# Lucjan Dembiński
Lucjan Dembiński (ur. 30 września 1924 w Lesznie, zm. 22 maja 1998 w Łodzi) – polski reżyser filmów animowanych, scenarzysta, aktor-lalkarz.

## Życiorys
Studiował w krakowskiej Państwowej Wyższej Szkole Teatralnej na Wydziale Aktorstwa Lalkowego, a następnie zamieszkał we Wrocławiu gdzie był na stałe związany z Teatrem Rozmaitości. Pracując jako aktor i reżyser teatralny równocześnie od 1959 był związany ze Studiem Se-ma-for w Łodzi, gdzie był autorem i realizatorem seriali lalkowych. Wyreżyserował prawie sto filmów dla dzieci m.in. Pyza, Przygody Misia Colargola, Opowiadania Muminków, Zima w Dolinie Muminków, Szczęśliwe dni Muminków. Lucjan Dembiński był reżyserem pierwszego  filmu o Misiu Uszatku, który miał premierę w 1962. 
Spoczywa na cmentarzu w Lesznie.

## Nagrody
- 1965 – wyróżnienie na Międzynarodowym Festiwalu Filmów Młodego Widza „Ale Kino!„” w Poznaniu za film Kogut;
- 1966 – nagroda Naczelnego Zarządu Kinematografii „Srebrny Lajkonik” na Ogólnopolski Festiwal Filmów Krótkometrażowych w Krakowie za film Maluch;
- 1966 – nagroda „Srebrne Koziołki” na Międzynarodowym Festiwalu Filmów Młodego Widza „Ale Kino!” w Poznaniu za film Maluch;
- 1967 – dyplom honorowy na Międzynarodowym Tydzień Filmów Rozrywkowych – VIENNALE w Wiedniu za film Maluch;
- 1972 – Nagroda Miasta Łodzi dla realizatorów serialu Przygody Misia Coralgola;
- 1972 – Nagroda Złotej Kurki na MFF dla Dzieci i Młodzieży w Paryżu za realizację serialu Przygody Misia Coralgola;
- 1974 – Nagroda Prezesa Rady Ministrów  za twórczość dla dzieci dla zespołu realizatorów serialu Przygody Misia Coralgola;
- 1986 – Nagroda Prezesa Komitetu ds. Radia i Telewizji dla zespołu realizatorów serialu Przygody Misia Uszatka.